# Anaea uzita
Anaea uzita är en fjärilsart som beskrevs av Druce 1877. Anaea uzita ingår i släktet Anaea och familjen praktfjärilar. Inga underarter finns listade i Catalogue of Life.